# Juan Urango
Juan Urango (ur. 4 października 1980 w Monteríi) – kolumbijski bokser, były zawodowy mistrz świata organizacji IBF w kategorii junior półśredniej (do 140 funtów).
Zawodową karierę rozpoczął w kwietniu 2002. W sierpniu 2004, w swojej czternastej walce, zremisował z późniejszym pretendentem do tytułu mistrza świata WBO, Grekiem Mike Arnaoutisem. Jeszcze w tym samym roku pokonał już w drugiej rundzie Ubaldo Hernandeza.
W 2005 odniósł dwa kolejne zwycięstwa: w kwietniu znokautował w piątej rundzie Francisco Camposa, a cztery miesiące później pokonał przez techniczny nokaut w siódmej rundzie Andre Eastona.
30 czerwca 2006 pokonał Naoufela Ben Rabaha i zdobył wakujący tytuł mistrza świata federacji IBF. Wynik walki uznano za kontrowersyjny. Urango stracił pas mistrzowski już w następnej walce, po przegranej jednogłośnie na punkty z Ricky Hattonem. Po tej porażce Urango do końca roku stoczył jeszcze dwa zwycięskie pojedynki z mniej znanymi bokserami, a 23 kwietnia 2008 w pojedynku eliminacyjnym federacji IBF znokautował w czwartej rundzie Carlosa Wilfredo Vilchesa. Rywal Kolumbijczyka już w pierwszej rundzie był liczony, a po nokaucie w czwartej rundzie przez kilka minut nie był w stanie podnieść się z ringu.
30 stycznia 2009 roku po raz drugi zdobył wakujący tytuł mistrza świata organizacji IBF, pokonując na punkty Hermanna Ngoudjo. W trzeciej rundzie Ngoudjo dwukrotnie leżał na deskach i doznał złamania szczęki.
30 maja 2009 zmierzył się z Andre Berto w walce o tytuł mistrza świata WBC w kategorii półśredniej, jednak przegrał na punkty. Po tej porażce powrócił do kategorii junior półśredniej i 28 sierpnia 2009 obronił tytuł mistrza IBF, pokonując przez techniczny nokaut w jedenastej rundzie Randalla Baileya, mimo że w szóstej rundzie leżał na deskach. Bailey był liczony dwukrotnie w rundzie dziewiątej i kolejny raz w rundzie dziesiątej.
6 marca 2010 doszło do walki unifikacyjnej z mistrzem świata WBC, Devonem Alexandrem. Amerykanin wygrał przez techniczny nokaut w ósmej rundzie – Urango dwukrotnie w tej rundzie leżał na deskach, a po drugim liczeniu sędzia zdecydował się przerwać pojedynek.